# النقره كار
النُّقْرَه كار (706 - 776 هـ) هو عالم بالعربية وأصول الفقه.
هو عبد الله بن محمد بن أحمد الحسيني النيسابوري، جمال الدين، وينعت بالشريف، وشهرته النقره كار. قال طاش كبري زاده: معنى النقره كار: صانع الفضة. ذكر الزركلي أنه كان حنفيا، غير أن ابن قاضي شبهة عده شافعيا. تصدّر للتدريس فدرّس في المدرسة الأسدية في حلب، وفي المدرسة الأسدية في ظاهر دمشق. وقضى في القاهرة مدّة وفيها توفّي سنة 776 هـ (1374-1375 م).

## آثاره
- العباب في شرح لباب الإعراب
- شرح قصيدة البستي
- شرح التسهيل
- شرح الشافية
- شرح التلخيص
- شرح المنار
- شرح التنقيح
- شرح لبّ اللباب.